# Cipadung Kidul
Cipadung Kidul is een bestuurslaag in het regentschap Kota Bandung van de provincie West-Java, Indonesië. Cipadung Kidul telt 14.643 inwoners (volkstelling 2010).